# Anna Sewell

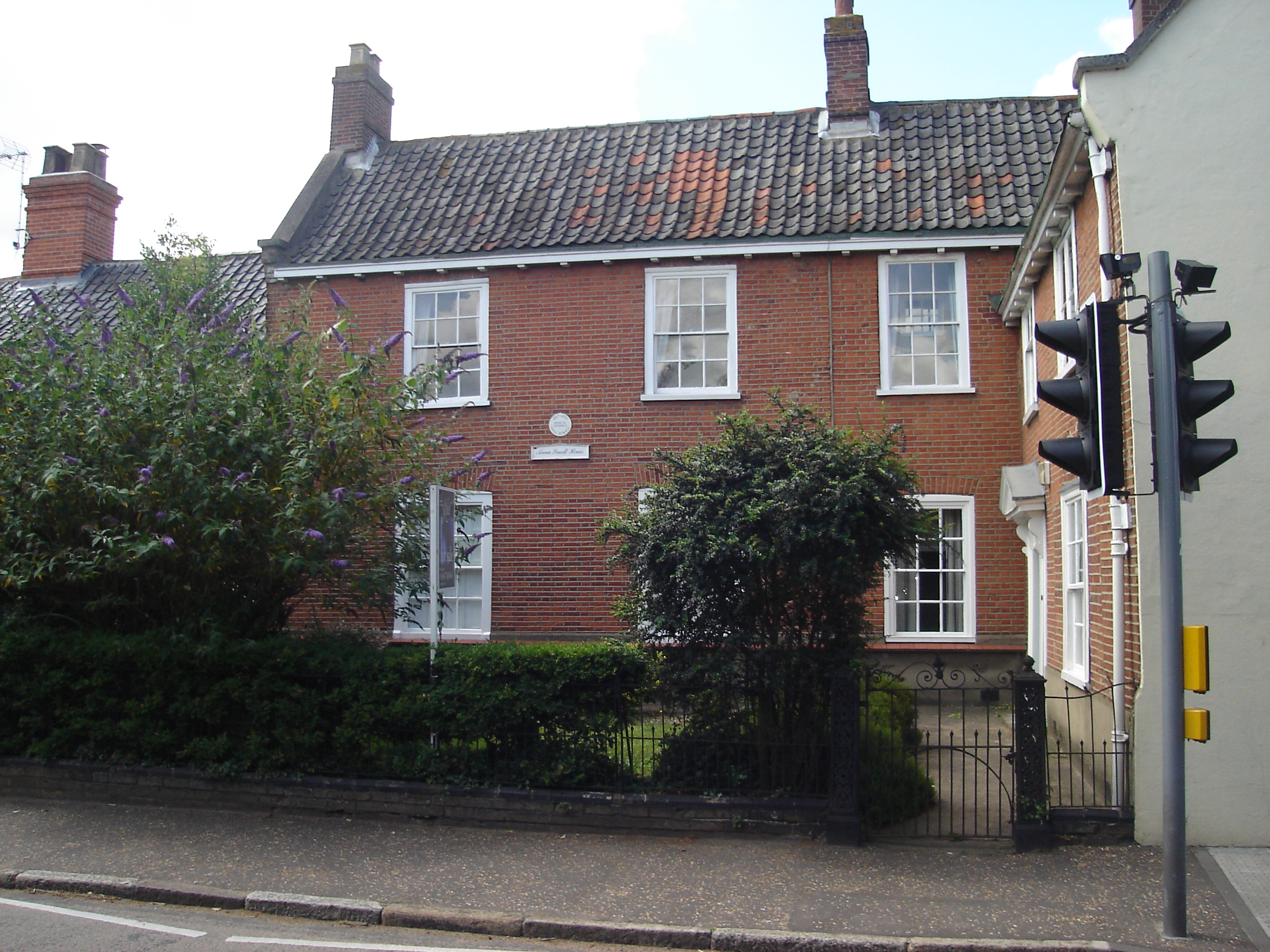
Dom Anny Sewell w Old Catton

Anna Sewell (ang. wym.: /ˈsjuːəl/; ur. 30 marca 1820 w Great Yarmouth, zm. 25 kwietnia 1878 w Old Catton, obecnej dzielnicy Norwich) — brytyjska pisarka. 

## Życiorys
Pochodziła z kwakierskiej rodziny. Jej rodzicami byli Isaac Sewell i jego żona Mary z domu Wright, znana podówczas pisarka. Miała brata Philipa. 
Cierpiała z powodu słabego zdrowia. Z racji problemów z chodzeniem od dzieciństwa poruszała się przeważnie wozem. Jest znana jako autorka klasycznej powieści Black Beauty (polskie tłumaczenie: Mój Kary, Czarny Książę lub Czarny Diament), opublikowanej w 1877. Jest to jedyne dzieło jej autorstwa. Zmarła na gruźlicę lub zapalenie wątroby kilka miesięcy po ukończeniu dzieła, które przyniosło jej sławę.